# Varziela
Varziela ist ein Ort und eine ehemalige Gemeinde (Freguesia) im portugiesischen Kreis Felgueiras. Die Gemeinde hatte 1837 Einwohner (Stand 30. Juni 2011).

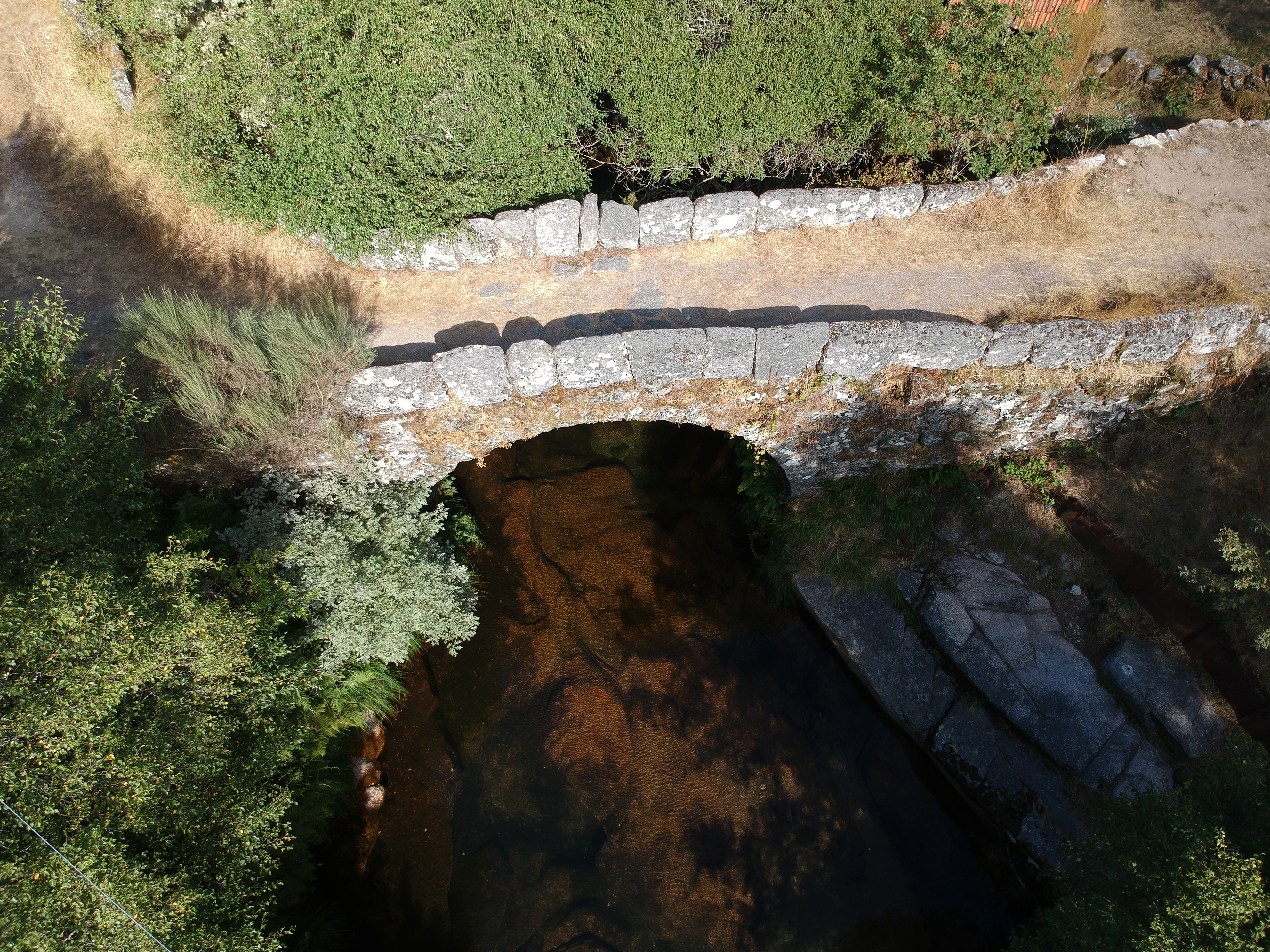
Luftbild Ponte de Varziela

Am 29. September 2013 wurden die Gemeinden Varziela, Moure, Margaride (Santa Eulália), Várzea und Lagares zur neuen Gemeinde União das Freguesias de Margaride (Santa Eulália), Várzea, Lagares, Varziela e Moure zusammengeschlossen.
Zu den Sehenswürdigkeiten gehört die Brücke Ponte de Varziela.